# Radioestèsia

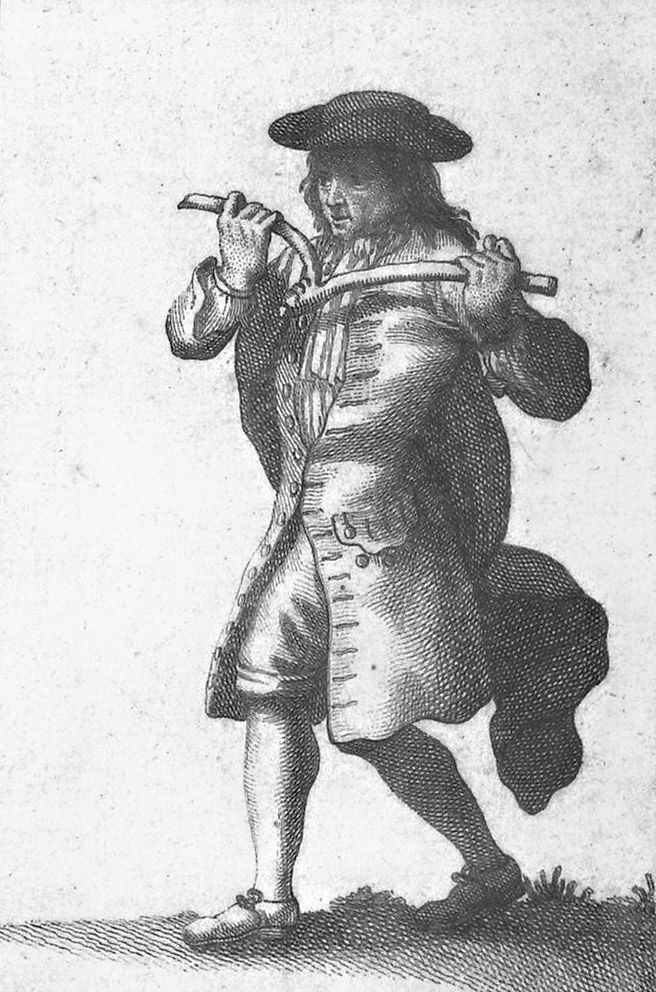
Un saurí amb una vareta, imatge d'un llibre francès sobre supersticions del 1753 de Pierre le Brun: Histoire critique des pratiques superstitieuses

La radioestèsia és una activitat màgica i pseudocientífica feta per un saurí, personatge que reclama tenir una sensibilitat especial a les radiacions naturals, que es basa en la creença que hi ha energies, objectes invisibles o elements sobrenaturals que es poden detectar amb un pèndol, una vareta, un petit estaló o amb altres artefactes senzills sospesos. Pretenen per exemple que es podria trobar una persona perduda en moure tal eina damunt un mapa o trobar una vena subterrània d'aigua…
Radioestèsia significa «sensibilitat a les radiacions», ja que aquestes es manifestarien en la resposta de l'objecte buscat en el pèndol o accessori, sense intervenció del saurí. La radioestèsia s'aplica com a solució general per a qualsevol mal o situació difícil: diagnosticar malalties en les anomenades medicines alternatives, obtenir mesures exactes, trobar aigua, objectes perduts, persones, trobar la causa d'una malaltia, etc.
Sobre els poders màgiques de la vareta es troben referències a la bíblia, en les tradicions dels egipcis, dels escites i dels germans, tal com als texts de l'antiguitat clàssica dels grecs i romans. Excepte una primera i única menció sobre el poder endevinatori –en aquest cas per descobrir jaciments d'or, argent i pedres– a l'obra del metge i historiador Ctèsies s'ha d'esperar els primers escrits cap al segle xiv, en l'obra de Basilius Valentinus. (±1394-±1450) Paracels i Agricola són més aviat contraris i escèptics, però autors contemporanis «creuen» en la força endevinatòria de la vareta. Utilitzen el concepte de «simpatia» entre certs metalls i certes espècies de fusta per explicar el fenomen. Altres invoquen la combinació de la simpatia amb la influència de l'astre sota el qual l'utilitzador de la vareta, per l'efecte d'una suposada «harmonia entre el cel i la terra». És una època on escèptics i creients cohabiten a Occident.
Els experiments controlats mai no han conduït a proves reproductibles dels efectes proclamats. Els escèptics tendeixen a explicar la confiança que alguns manifesten en l'eficàcia de la tècnica amb raons psicològiques, i els moviments dels instruments amb l'efecte ideomotor. A Espanya, el 2019 els ministeris de Sanitat i Ciència han catalogat l'ús medical de la radioestèsia com a pseudoteràpia que no ha demostrat ni un inici de proves científiques. No hi ha tampoc cap assaig clínic aleatoritzat, revisió sistemàtica o metaanàlisi sobre la seva eficàcia o seguretat.